# Olceclostera hyalinopuncta
Olceclostera hyalinopuncta är en fjärilsart som beskrevs av Alpheus Spring Packard. Olceclostera hyalinopuncta ingår i släktet Olceclostera och familjen silkesspinnare. Inga underarter finns listade i Catalogue of Life.